# ミス・アメリカ (リンダ・ロンシュタットのアルバム)
| 専門評論家によるレビュー      | 専門評論家によるレビュー |
| レビュー・スコア              | レビュー・スコア         |
| 出典                          | 評価                     |
| ----------------------------- | ------------------------ |
| オールミュージック            | [ 2 ]                    |
| Circus Magazine               | [ 3 ]                    |
| Christgau's Record Guide      | B                        |
| Crawdaddy!                    | [ 5 ]                    |
| ローリング・ストーン          | (favorable)              |
| The Rolling Stone Album Guide | [ 7 ]                    |

『ミス・アメリカ』（Living in the USA）は1978年に発売されたアメリカのシンガー・ソングライター、リンダ・ロンシュタットによる9枚目のスタジオ・アルバム。
このアルバムはロンシュタットの3枚目の（そして最後の）ビルボード・アルバム・チャートで1位となったアルバムである。この時期の大衆文化への影響の尺度としては、エクササイズ・ウェアを身に着けてローラー・スケートをするロンシュタットのジャケット写真が、当時のアメリカでのスケート人気を高くしたことが注目された。

## 発売
このアルバムのオリジナルはアサイラムからLP盤として1978年9月に発売された（カタログ番号155 ないし 6E-155）。その後、1990年にアサイラムはコンパクト・カセット（TCS-155）とCD（2-155）を発売した。
1978年の通常版に加えて、通常版と同時に愛蔵版として赤い素材で作られたもの（K53085）と、ロンシュタットがジャケットカバーで履いているのと同じローラースケートブーツの靴ひもを締めている写真（この写真は通常版のスリーブにも印刷されていた）を使ったピクチャーディスク（DP401）が発売された。

## シングル発売とエアプレイ
アルバムからの1枚目のシングルのチャック・ベリーの「バック・イン・ザ・USA」はキャッシュボックスのトップ100チャートで11位に、ビルボード・ホット100チャートで16位に達した。（多くのアルバム・ロック・プレイリストで1位となった。）このアルバムからの最大の成功作は（デヴィッド・サンボーンのアルト・サックスがフィーチャーされている）スモーキー・ロビンソンの「ウー・ベイビー・ベイビー」のカバーであり、ポップ・チャートで7位、イージー・リスニング・チャートで2位のヒットとなり、さらにカントリーおよびソウル・チャートでもヒットした。その後、「ジャスト・ワン・ルック」と「アリソン」の2曲のシングルもヒットし、「夢のように」とウォーレン・ジヴォンの「モハメッドのラジオ」はアルバム指向のラジオ局で人気の曲となった。
シングルとしては発売されなかったにもかかわらず、ロンシュタットによる「やさしく愛して」のカバーはプレスリーのオリジナルバージョンと共に二人の人気歌手によるデュエットとして編集され、当時、多くのラジオ局で放送された。

## 評論家の反応
発売当時、このアルバムは非常に好意的なレビューを受けた。ロンシュタットはこのアルバムで、自身にとって最後となるウォーレン・ジヴォンの曲（「モハメッドのラジオ」）をカバーした。このアルバムにはリトル・フィート、エルヴィス・プレスリー、エルヴィス・コステロなどの曲のカバーを含む、これまでに他のアーティストによって録音され発売された曲を多く含んでいた。
ロンシュタットによるエルヴィス・コステロの「アリソン」のカバーは、コステロが「金が好きだった」と認めたにもかかわらず、コステロ自身によって批判された。ロンシュタットはマネージャーをコステロに接触させ、自分がカバーできる曲がもっとないかと問い合わせた。コステロは3曲を提示し、ロンシュタットは次作でこれを録音した。ロンシュタットがこの3曲を録音した自作、『激愛』の発売後、コステロは自身の曲のカバーに対して再び否定的なコメントをしている。

## 収録曲
| #  | タイトル                                                      | 作詞・作曲                                          | 時間 |
| -- | ------------------------------------------------------------- | --------------------------------------------------- | ---- |
| 1. | 「バック・イン・ザ・USA - Back in the U.S.A.」                | チャック・ベリー                                    | 3:02 |
| 2. | 「夢見る頃を過ぎても - When I Grow Too Old to Dream」         | オスカー・ハマースタイン2世、シグマンド・ロンバーグ | 3:52 |
| 3. | 「ジャスト・ワン・ルック - Just One Look」                    | グレゴリー・キャロル、ドリス・ペイン                | 3:20 |
| 4. | 「アリソン - Alison」                                         | エルヴィス・コステロ                                | 3:20 |
| 5. | 「ホワイト・リズム・アンド・ブルース - White Rhythm & Blues」 | J.D.サウザー                                        | 4:17 |

| #         | タイトル                            | 作詞・作曲                                 | 時間  |
| --------- | ----------------------------------- | ------------------------------------------ | ----- |
| 6.        | 「夢のように - All That You Dream」 | ポール・バレール、ビル・ペイン             | 3:43  |
| 7.        | 「ウー・ベイビー・ベイビー」        | ウィリアム・ロビンソン、ウォーレン・ムーア | 3:18  |
| 8.        | 「モハメッドのラジオ」              | ウォーレン・ジヴォン                       | 4:20  |
| 9.        | 「ブローイング・アウェイ」          | エリック・カズ                             | 3:15  |
| 10.       | 「やさしく愛して」                  | エルヴィス・プレスリー、ヴェラ・マッソン   | 2:39  |
| 合計時間: | 合計時間:                           | 合計時間:                                  | 35:06 |

## パーソネル
- リンダ・ロンシュタット – リード・ボーカル、バッキング・ボーカル(3, 5, 9)
- ダン・ダグモア – エレクトリック・ギター(1, 3, 7)、ペダル・スティール・ギター(4-6, 8-9)
- ワディ・ワクテル – エレクトリック・ギター(1, 3-8)、バッキング・ボーカル(1, 6, 10)、アコースティック・ギター(9, 10)
- ドン・グロルニック – アコースティック・ピアノ(1, 2, 3, 5, 7, 8, 9)、エレクトリック・ピアノ(4, 5, 6)、オルガン(5, 10)
- ケニー・エドワーズ – ベース・ギター(1, 3-9)、バッキング・ボーカル(1, 3, 9)
- ラス・カンケル – ドラムス(1, 3-9)、コンガ(5, 9)
- マイク・マイニエリ – ヴィブラフォン(2)、編曲(2)
- ピーター・アッシャー – バッキング・ボーカル(1)、カウベル(3, 9)、タンバリン(3, 6, 9)、シェーカー(6)、スレイベル(6)
- デヴィッド・サンボーン – アルト・サクソフォン(4, 7)
- パット・ヘンダーソン – バッキング・ボーカル(3, 8)
- シャーリ―・マシューズ – バッキング・ボーカル(3, 8)
- アンドリュー・ゴールド – バッキング・ボーカル(4)
- ジム・ギルストラップ – バッキング・ボーカル(7)
- ジョン・レーマン – バッキング・ボーカル(7)
- デヴィッド・ラズリー – バッキング・ボーカル(9)
- アーノルド・マッカラー – バッキング・ボーカル(9)

### 製作
- ピーター・アッシャー – プロデューサー
- ヴァル・ギャレイ – 録音、ミキシング
- ジョージ・イバラ – 録音助手、ミキシング助手
- ジャン・マイケル・アレハンドロ – 技術
- ハロルド・ジョーンズ – 技術
- ダグ・サックス – マスタリング
- マスタリング：ザ・マスタリング・ラボ（カリフォルニア州ハリウッド）
- コッシュ – 美術監督、デザイン
- ジム・シーア – 写真撮影

## チャート
| チャート(1978–79年)                              | 最高 順位 |
| ------------------------------------------------ | --------- |
| オーストラリア（ケント・ミュージック・レポート） | 3         |
| カナダ・アルバム・チャート                       | 9         |
| Dutch Albums Chart                               | 19        |
| フランスSNEPアルバム・チャート                   | 19        |
| オリコンLPチャート                               | 23        |
| ニュージーランド・アルバム・チャート             | 3         |
| スウェーデン・アルバム・チャート                 | 37        |
| 全英アルバム・チャート                           | 39        |
| 全米U.S. ビルボード・ポップ・アルバム            | 1         |
| 全米ビルボード・カントリー・アルバム             | 3         |

| チャート (1978年)                  | 順位 |
| ---------------------------------- | ---- |
| オーストラリア・アルバム・チャート | 23   |
| カナダ・アルバム・チャート         | 79   |

| チャート (1979年)                | 順位 |
| -------------------------------- | ---- |
| 全米ビルボード・ポップ・アルバム | 41   |

| 国/地域                                             | 認定        | 認定/売上数 |
| --------------------------------------------------- | ----------- | ----------- |
| 香港 (IFPI Hong Kong)                               | Gold        | 10,000*     |
| ニュージーランド (RMNZ)                             | Platinum    | 15,000^     |
| イギリス (BPI)                                      | Silver      | 60,000^     |
| アメリカ合衆国 (RIAA)                               | 2× Platinum | 2,000,000^  |
| * 認定のみに基づく売上数 ^ 認定のみに基づく出荷枚数 |             |             |